# سر الميرون في الكنيسة الكاثوليكية

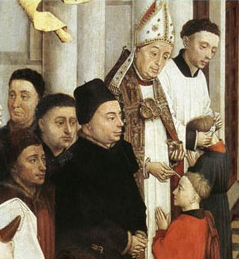
بريشة روجير فان در فايدن، لوحة تصور مسح الأطفال بزيت الميرون المقدس داخل كاتدرائية في القرن الرابع عشر

سر الميرون في الكنيسة الكاثوليكية هو أحد الأسرار السبعة المقدسة في المسيحية الكاثوليكية، كما أنه أحد أسرار الشروع الثلاثة في المسيحية الكاثوليكية أما الآخران فهما المعمودية والقربان المقدس.

## الوصف
ينص التعليم المسيحي للكنيسة الكاثوليكية على ما يلي:
يتضح من الاحتفال به أن تأثير سر الميرون هو التدفق الخاص للروح القدس كما مُنحَ للرسل في يوم الخمسين ... تذكر إذن أنك قد تلقيت الختم الروحي، روح الحكمة والفهم، روح الدينونة والشجاعة، روح المعرفة والتوقير، روح الخوف المقدس في حضرة الله. احفظ ما تلقيته. لقد ميزك الله الآب بعلامته. لقد ثبّتك المسيح الرب وجعل تعهده، الروح، في قلوبكم. 

يعتبر التعليم المسيحي للكنيسة الكاثوليكية ما ورد في أعمال الرسل8:14–17 كأساس كتابي للميرون باعتباره سراً مختلفاً عن المعمودية:
وَلَمَّا سَمِعَ الرُّسُلُ الَّذِينَ فِي أُورُشَلِيمَ أَنَّ السَّامِرَةَ قَدْ قَبِلَتْ كَلِمَةَ اللهِ، أَرْسَلُوا إِلَيْهِمْ بُطْرُسَ وَيُوحَنَّا، اللَّذَيْنِ لَمَّا نَزَلاَ صَلَّيَا لأَجْلِهِمْ لِكَيْ يَقْبَلُوا الرُّوحَ الْقُدُسَ، لأَنَّهُ لَمْ يَكُنْ قَدْ حَلَّ بَعْدُ عَلَى أَحَدٍ مِنْهُمْ، غَيْرَ أَنَّهُمْ كَانُوا مُعْتَمِدِينَ بِاسْمِ الرَّبِّ يَسُوعَ. حِينَئِذٍ وَضَعَا الأَيَادِيَ عَلَيْهِمْ فَقَبِلُوا الرُّوحَ الْقُدُسَ. 

## العمر

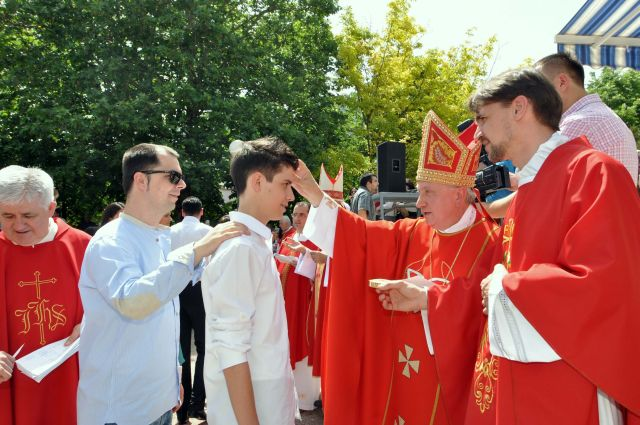
شاب بالغ يتم دهنه بزيت الميرون كونه زيتاً مقدساً في المسيحية

خلال العصور الوسطى، كان الأطفال يُدهنون بزيت الميرون عند المعمودية أي في عامهم الأول، لكن في بعض الكنائس كان يجري ذلك خلال سن العشر سنوات كحد أدنى، مثل التعميد، كان الميرون فعلا يتحمل مسؤولية الأبوين عنه. أصبح الميرون من الطقوس الأكثر أهمية عندما نمت المخاوف بشأن الفهم والإيمان ولاسيما بعد الإصلاح.